# Фернандес Уидобро, Элеутерио
Элеуте́рио Ферна́ндес Уидо́бро (исп. Eleuterio Fernández Huidobro), также известный по прозвищу «Эль Ньято» (исп. El Ñato; 14 марта 1942, Монтевидео, Уругвай — 5 августа 2016, там же) — уругвайский левый политический деятель, писатель и публицист. Второй человек в руководстве Тупамарос. Министр обороны Уругвая в (2011—2016).

## Биография
Получил образование в Лицее и колледже Святой Марии в баррио Монтевидео Ла-Бланкеада. После этого в 1965 году стал одним из основателей движения Тупамарос. 8 октября 1969 года был арестован во время акции протеста в Пандо, а в 1971 году бежал из тюрьмы вместе с ещё 110 заключёнными. 14 апреля 1972 года был вновь арестован и следующие 12 лет провёл в тюрьме.
В 1999 году стал сенатором республики от департамента Канелонес. В 2004 году был переизбран на второй срок. На Всеобщих выборах 2009 года в третий раз стал сенатором, однако в мае 2011 года покинул орган из-за разногласий с линией Широкого фронта по поводу законодательства, касающегося закона об амнистии.
После отставки Луиса Росадильи 26 июля 2011 года президентом Хосе Мухикой был назначен на пост министра обороны Уругвая. С Мухикой был связан многими десятилетиями совместной борьбы в движении Тупамарос. После переизбрания на пост президента Табаре Васкес был переназначен на министерский пост.
Одновременно продолжал заниматься общественной деятельностью, журналистикой и писательской деятельностью. В 1986 году публиковал статьи в журнале Тупамарос Mate amargo, также входил в Совет директоров газеты La República.